# Tohmajärvi
Tohmajärvi ['tɔhmɑjærvi] ist eine Gemeinde im Osten Finnlands. Sie liegt in der Landschaft Nordkarelien an der Grenze zu Russland und hat auf einer Fläche von knapp 900 Quadratkilometern 4160 Einwohner (Stand 31. Dezember 2022).

## Geografie

### Lage

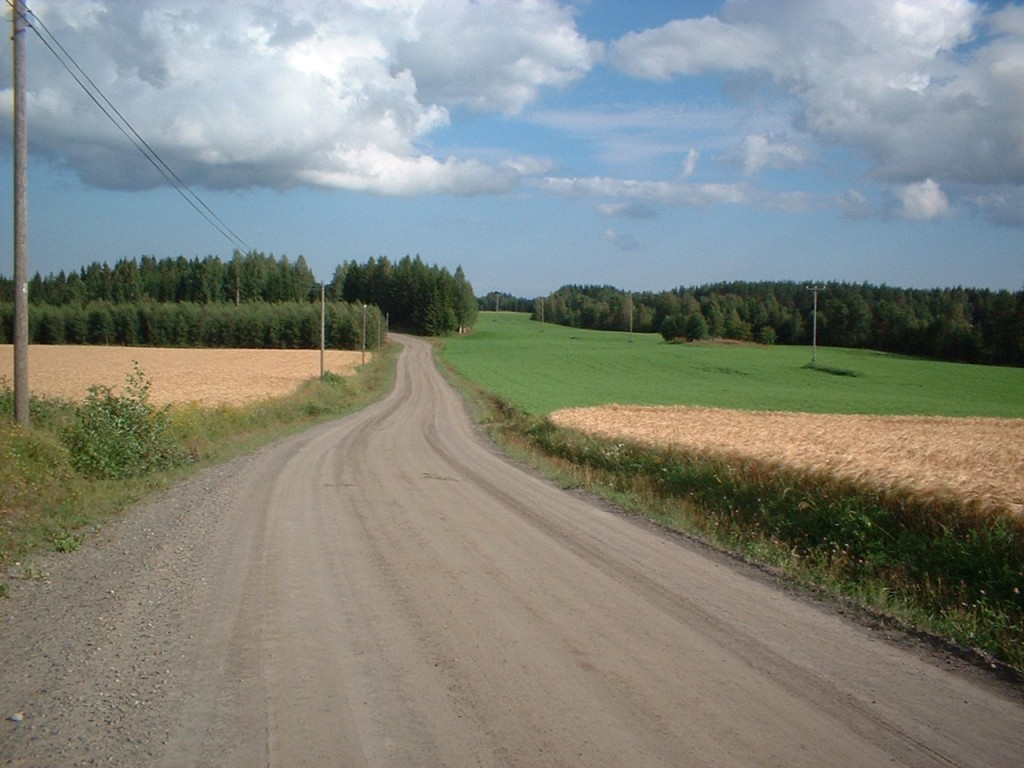
Landschaft bei Järventaus in Tohmajärvi

Tohmajärvi liegt im Süden der Landschaft Nordkarelien. Nachbarstädte und -gemeinden von Tohmajärvi sind Kitee im Südwesten, Rääkkylä im Westen, Pyhäselkä im Nordwesten sowie Joensuu im Norden. Im Osten liegt die Staatsgrenze zu Russland (Republik Karelien). Zusammen mit Kitee und Rääkkylä hat sich Tohmajärvi zur Verwaltungsgemeinschaft Mittelkarelien zusammengeschlossen. Die Entfernung von Tohmajärvi ins Zentrum von Joensuu, der größten Stadt Nordkareliens, beträgt 56 Kilometer, in die Hauptstadt Helsinki sind es 415 Kilometer.
Die Fläche des Gemeindegebiets von Tohmajärvi beträgt 895,35 km² (etwa so viel wie Berlin). Tohmajärvi hat Anteil an drei Landschaftsräumen: Der Westen des Gemeindegebiets gehört zur nordkarelischen Seenplatte, dem nordöstlichen Teil der finnischen Seenplatte, und somit zum Einzugsgebiet des Flusses Vuoksi. Der Osten des Gemeindegebiets gehört zum Landschaftsraum Ladoga-Kareliens. Von hier aus fließen die Wasser direkt in den auf russischer Seite gelegenen Ladogasee. Durch den Einfluss des größten Sees Europas ist das Klima hier milder und die Vegetation üppiger. Im Norden steigt das Terrain zum karelischen Hügelland an. Hier prägen die für Nordkarelien typischen Hügel (vaara) die Landschaft. 57,62 km² (sechs Prozent des Gemeindegebiets) werden von Binnengewässern bedeckt. Die größten Seen sind der namensgebende Tohmajärvi, der Suuri-Onkamo an der Grenze zu Rääkkylä und der Särkijärvi.

### Ortschaften

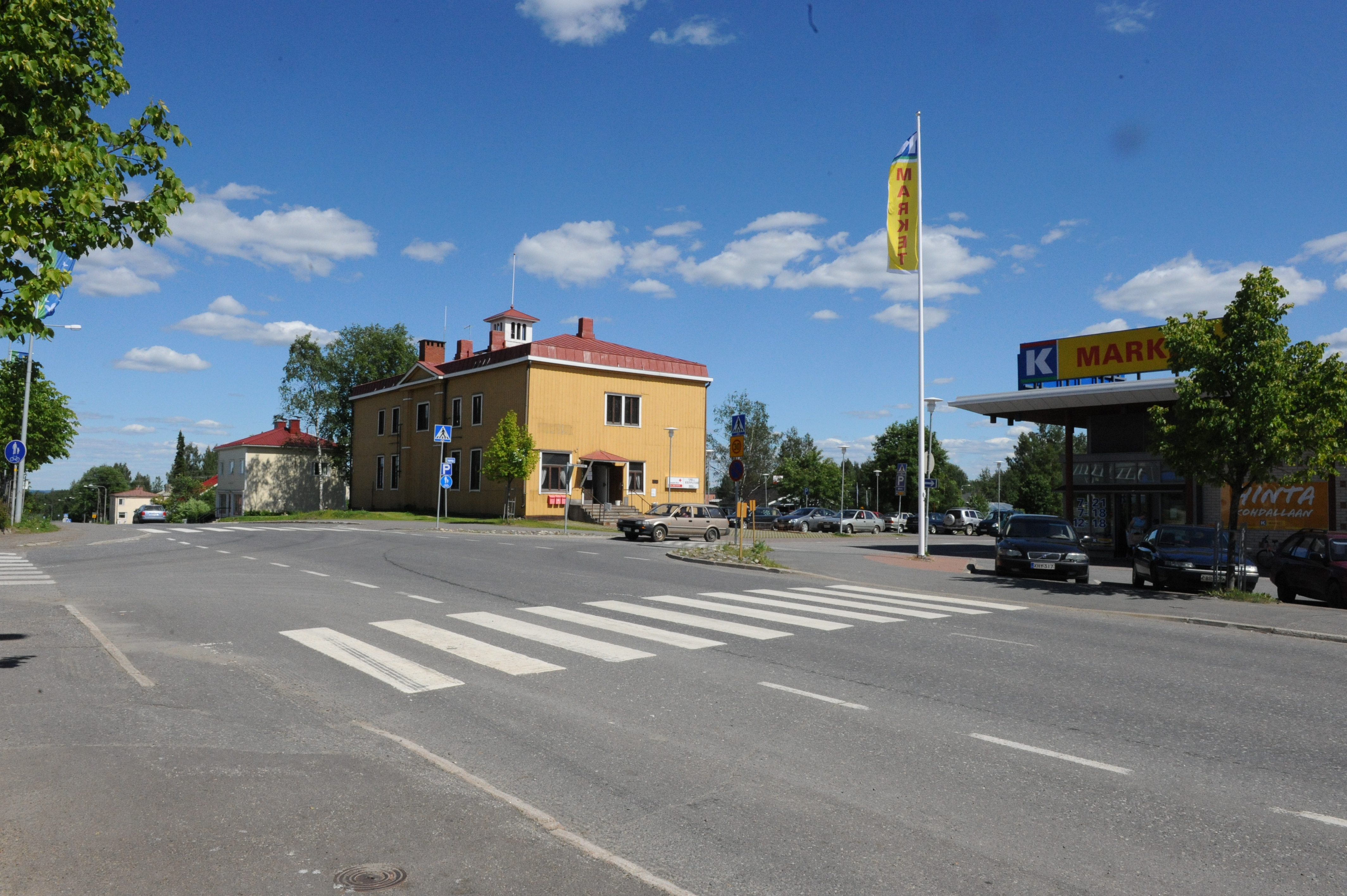
Kemie ist der Hauptort Tohmajärvis

Das Zentrum der Gemeinde ist der Ort Kemie, der oft auch als Tohmajärvi bezeichnet wird. Kemie liegt auf einem Hügel nördlich des Tohmajärvi-Sees. Der Ort ist Sitz der Gemeindeverwaltung und Standort der wichtigsten Dienstleistungen. Heute ist Kemie durch moderne Zweckbauten geprägt und hat so seinen Charakter als typisches nordkarelisches Hügeldorf weitgehend verloren. Das zweite Siedlungszentrum (taajama) der Gemeinde Tohmajärvi ist der Ort Värtsilä (ehemals Uusikylä), der im Osten unmittelbar an der russischen Grenze gelegen ist. Nach dem Zweiten Weltkrieg wurde die Verwaltung der Gemeinde Värtsilä aus dem gleichnamigen Hauptort, der auf russischer Seite verblieben war, in das Dorf Uusikylä verlegt, das sich so zum neuen Gemeindezentrum entwickelte. Seit der Gemeindefusion von 2005 gehört Värtsilä zu Tohmajärvi. Daneben gehören zur Gemeinde folgende Dörfer bzw. Streusiedlungen: Akkala, Järventaus, Jouhkola, Kaurila, Kenraalikylä, Kutsu, Niirala, Onkamo, Patsola, Petravaara, Riikola, Saario, Tikkala, Uusi-Värtsilä, Vatala und Vepsä.

## Geschichte

### Vorgeschichte und Nowgoroder Zeit
Von der steinzeitlichen Besiedlung von Tohmajärvi zeugen die Funde von sieben Wohnstätten der Kammkeramik-Kultur aus der Zeit des Neolithikums. Wie das gesamte finnische Binnenland wurde das Gebiet bis in die Eisenzeit von Samen bewohnt, die als halbnomadische Jäger und Sammler lebten. Ab dem 9. Jahrhundert breitete sich an den Ufern des Ladogasees die sesshafte Besiedlung durch Ackerbau betreibende Karelier aus. Die Karelier nutzten das Gebiet von Tohmajärvi als Jagd- und Fischgrund und verdrängten so nach und nach die samische Urbevölkerung. Die erste sesshafte Besiedlung in Tohmajärvi entstand gegen Ende des 15. Jahrhunderts.
Im Mittelalter gerieten die Karelier in den Machtbereich Nowgorods und kamen in Kontakt mit dem orthodoxen Christentum. Die erste urkundliche Erwähnung der Dörfer Kemie und Värtsilä stammt aus einer Steuerliste des Wotischen Fünftels, eines Nowgoroder Verwaltungsbezirks, aus dem Jahr 1500. Im 16. Jahrhundert nahm die Besiedlung des Gebiets von Tohmajärvi durch die Neugründung zahlreicher Dörfer zu. 1597 wurde Tohmajärvi zu einem eigenständigen orthodoxen Kirchspiel (pogost), zuvor war der Ort eine Kapellengemeinde des Kirchspiels Ilomantsi gewesen.

### Schwedische Zeit
Durch die neue Grenzziehung im Frieden von Stolbowo kam Tohmajärvi 1617 unter schwedische Herrschaft. Als Teil des Kexholms län wurde der Ort in die Verwaltung des schwedischen Reiches und die evangelisch-lutherische Kirchenorganisation eingegliedert. Die evangelisch-lutherische Kirchengemeinde Tohmajärvi wurde 1653 gegründet. Der Wechsel der Herrschaft hatte einschneidende Folgen für die religiösen und ethnischen Verhältnisse in Tohmajärvi: Die orthodoxen Karelier sahen sich Repressionen seitens des schwedischen Staates ausgesetzt, so dass manche von ihnen zum lutherischen Glauben konvertierten und andere nach Russland auswanderten. An ihre Stelle traten finnische Neusiedler lutherischen Glaubens aus der Landschaft Savo. Im Russisch-Schwedischen Krieg von 1656–1658 schlug sich die orthodoxe Bevölkerung auf die Seite der Russen: In Tohmajärvi, Ilomantsi und Liperi kam es zu Aufständen gegen die schwedische Obrigkeit. Letztlich verlor Russland aber den Krieg. Aus Furcht vor Vergeltung flohen die orthodoxen Karelier Tohmajärvis in den Raum Twer nach Zentralrussland, wo heute noch eine karelische Minderheit lebt.
Die Einwohner Tohmajärvis lebten im 17. und 18. Jahrhundert vor allem von Schwendbau und Teerbrennerei. Als Schweden aber 1721 im Frieden von Nystad und 1743 im Frieden von Åbo das sogenannte Altfinnland an Russland abtreten musste, wurde Tohmajärvi zu einem Grenzort und wurde von den Verkehrsverbindungen abgeschnitten. Da der Teer nun nicht mehr an die Handelsplätze befördert werden konnte, wurde die Teerbrennerei eingestellt.
1772 bezog der königliche Vogt Gabriel Wallenius, der im Volksmund als „König von Karelien“ bekannt wurde, den Hof Jouhkola in Tohmajärvi. Während seiner Zeit war Tohmajärvi das Zentrum Nordkareliens. So wurde 1781 das Postamt aus Liperi nach Tohmajärvi verlegt. Unter Wallenius wurde das Straßennetz Nordkareliens ausgebaut und die Entwicklung Landwirtschaft vorangetrieben. Unter anderem ließ Wallenius 1773 den Tohmajärvi-See um einen Meter absenken, um neues Ackerland zu gewinnen.

### Russische Zeit
Als Schweden 1809 im Vertrag von Fredrikshamn das Gebiet des heutigen Finnland an Russland abtrat, wurde auch Tohmajärvi zu einem Teil des neugegründeten Großfürstentums Finnland. Bald darauf wurde auch Altfinnland an das Großfürstentum angeschlossen, so dass Tohmajärvi seine Randlage wieder verlor. Im Zuge der Trennung der Verwaltung der Landgemeinden von der Kirchenverwaltung entstand 1869 die politische Gemeinde Tohmajärvi. Bereits zuvor hatte sich 1857 Kiihtelysvaara, zu dem damals auch Pyhäselkä gehörte, aus Tohmajärvi gelöst.

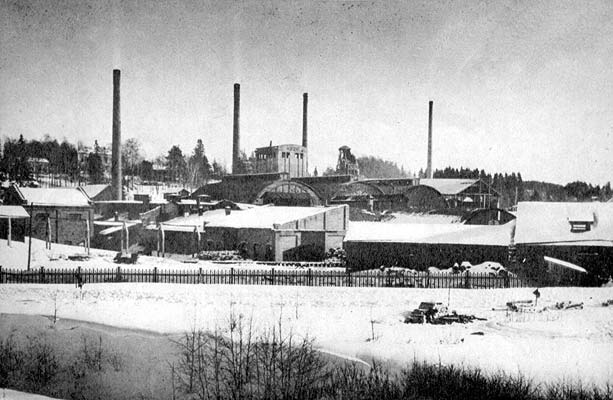
Die Fabriken von Värtsilä, um 1930

Der Schwendbau verlor im Laufe des 19. Jahrhunderts an Bedeutung. An seine Stelle traten Viehzucht und Molkereiwirtschaft als wichtigste Wirtschaftsfaktoren. Haupteinnahmequelle der Einwohner der Gemeinde war der Export von Butter nach Sankt Petersburg. Ebenfalls im 19. Jahrhundert setzte die Industrialisierung in Tohmajärvi ein. Im Ort Värtsilä wurden 1834 ein Sägewerk und 1851 eine Eisenhütte gegründet, aus welcher der Wärtsilä-Konzern hervorging. Värtsilä entwickelte sich schnell zu einem bedeutenden Industrieort. Als gegen Ende des Jahrhunderts die alte Karelienbahn (die Bahnstrecke von Wyborg nach Joensuu) gebaut wurde, beschloss man wegen der Fabriken von Värtsilä die Strecke über Tohmajärvi zu führen. Mit der Eröffnung des Streckenabschnittes von Sortawala nach Joensuu wurde Tohmajärvi 1894 an das Eisenbahnnetz angeschlossen.

### Seit der Unabhängigkeit
Mit der finnischen Unabhängigkeitserklärung wurde auch Tohmajärvi 1917 Teil der unabhängigen Republik Finnland. 1920 machte sich Värtsilä, inzwischen durch die Industrie zu einem einwohnerstarken Ort angewachsen, als eigenständige Gemeinde selbstständig.

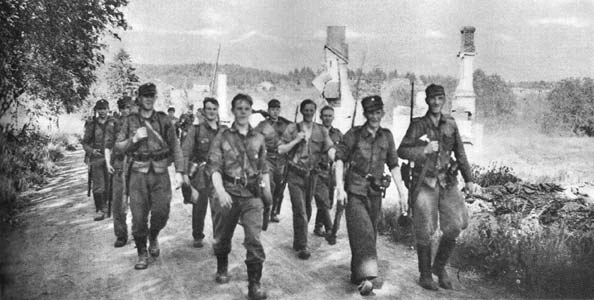
Finnische Soldaten im zerstörten Värtsilä, 11. Juli 1941

1939 brach der Winterkrieg zwischen Finnland und der Sowjetunion aus. Als Folge des Krieges musste Finnland 1940 große Teile Kareliens abtreten. Die neu gezogene Grenze verlief nun direkt östlich von Tohmajärvi, Värtsilä verlor zwei Drittel seines Gemeindegebietes samt dem Hauptort und der Industrieanlagen. Zu Beginn des Fortsetzungskrieges eroberten die Finnen am 10. Juli 1941 Värtsilä wieder zurück. Bei den Kämpfen wurde ein Großteil des Ortes zerstört. Nach Ende des Krieges trat Finnland 1944 die zwischenzeitlich zurückeroberten Gebiete wieder ab. Der Hauptort Värsilä (heute Wjartsilja) blieb nun dauerhaft auf russischer Seite, die finnische Gemeinde Värtsilä blieb aber weiter bestehen. Tohmajärvis südöstliche Nachbargemeinde Pälkjärvi, von deren Gebiet über 90 % an die Sowjetunion gefallen war, wurde hingegen 1946 aufgelöst, der auf finnischer Seite verbliebene Teil Tohmajärvi zugeschlagen. Im Gegenzug trat Tohmajärvi das Gebiet um das Dorf Patsola an Värtsilä ab, um die Überlebensfähigkeit der Gemeinde zu sichern.
Durch die neue Grenzziehung wurde Tohmajärvi erneut von den Verkehrswegen abgeschnitten. In den 1960er Jahren verbesserte sich die Verkehrssituation durch den Bau der Staatsstraße 6 und der neuen Karelienbahn von Kouvola nach Joensuu. 1995 wurde der Grenzübergang Niirala für den internationalen Verkehr geöffnet.
Der Wandel von einer Agrar- zu einer Dienstleistungsgesellschaft führte in den ländlichen Gebieten Finnlands ab den 1960er Jahren zu einer anhaltenden Landflucht in die Wachstumszentren des Südens. So hat auch Tohmajärvi seit 1960 rund die Hälfte seiner Einwohner verloren. Noch stärker betroffen war die Gemeinde Värtsilä, deren Einwohnerzahl von knapp 2.000 auf zuletzt unter 600 sank. Daher fusionierten Tohmajärvi und Värtsilä 2005 zur neuen Gemeinde Tohmajärvi.

## Bevölkerung

### Bevölkerungsentwicklung
Wie große Teile des strukturschwachen Nordkareliens leidet Tohmajärvi unter einem deutlichen Bevölkerungsdefizit. Während Tohmajärvi derzeit rund 5.200 Einwohner hat, lebten 1960 im heutigen Gemeindegebiet noch fast 12.000 Menschen.
| Jahr       | 1750  | 1890  | 19201  | 19392  | 19413 | 1950   | 1960   | 1970  | 1980  | 1990  | 2000  | 20054 | 2006  | 2007  |
| Tohmajärvi | 4.165 | 7.180 | 6.130  | 6.441  | 7.947 | 9.403  | 9.962  | 7.562 | 6.309 | 5.884 | 5.276 | 5.446 | 5.346 | 5.239 |
| Värtsilä   | 4.165 | 7.180 | 4.691  | 6.419  | 1.255 | 1.599  | 1.930  | 911   | 842   | 782   | 594   | 5.446 | 5.346 | 5.239 |
| Insgesamt  | 4.165 | 7.180 | 10.821 | 12.860 | 9.202 | 11.002 | 11.892 | 8.473 | 7.151 | 6.666 | 5.870 | 5.446 | 5.346 | 5.239 |

1) Kommunale Selbstständigkeit Värtsiläs

2) Vor den Gebietsabtretungen an die Sowjetunion

3) Nach den Gebietsabtretungen an die Sowjetunion

4) Gemeindefusion von Tohmajärvi und Värtsilä

### Bevölkerungsgruppen
Tohmajärvi ist offiziell einsprachig finnischsprachig. 96,5 % der Einwohner sprechen Finnisch als Muttersprache. Die Nähe der Grenze spiegelt sich in der verhältnismäßig großen Zahl russischer Immigranten in Tohmajärvi wider. Für eine ländliche Gemeinde Finnlands ist der Ausländeranteil von 2,9 % (im Landesdurchschnitt 2,5 %) durchaus hoch. Der Anteil der Einwohner mit Russisch als Muttersprache ist mit 2,6 % sogar landesweit am höchsten. Wegen der engen Kontakte zu Russland fördert die Gemeinde den Russischunterricht an den Schulen. Ein Antrag Tohmajärvis, Russisch statt der zweiten Landessprache Schwedisch als Schulfach verpflichtend zu machen, wurde aber vom finnischen Bildungsministerium abgelehnt.

### Religion
Die große Mehrheit der Einwohner Tohmajärvis gehört der evangelisch-lutherischen Kirche an. Die Kirchengemeinde Tohmajärvi untersteht dem Bistum Kuopio. Die Orthodoxen stellen in Tohmajärvi nur noch eine kleine Minderheit dar. Die orthodoxen Gläubigen Tohmajärvis gehören der Kirchengemeinde Joensuu an. Im Dorf Petravaara befindet sich seit 1966 eine orthodoxe Kapelle (tsasouna). Daneben gibt es in Tohmajärvi seit 1983 eine Pfingstgemeinde.

## Politik

### Verwaltung
Wie allgemein in den ländlichen Gegenden Finnlands ist auch in Tohmajärvi die Zentrumspartei die stärkste politische Kraft. Bei der Kommunalwahl 2008 erhielt sie fast die Hälfte der Stimmen, im Gemeinderat, der höchsten Entscheidungsinstanz bei lokalen Angelegenheiten, stellt sie 14 von 27 Abgeordneten. Auch die Sozialdemokraten sind mit knapp einem Drittel der Stimmen und acht Abgeordneten im Gemeinderat stark vertreten. Die dritte große Partei des Landes, die Nationale Sammlungspartei, spielt hingegen mit Wahlergebnis von zwölf Prozent und drei Sitzen in Tohmajärvi keine größere Rolle. Ferner sind die Christdemokraten und die rechtspopulistischen Basisfinnen mit jeweils einem Abgeordneten im Gemeinderat vertreten.
| Partei                    | Wahlergebnis 2008 | Sitze |
| ------------------------- | ----------------- | ----- |
| Zentrumspartei            | 48,2 %            | 14    |
| Sozialdemokraten          | 29,0 %            | 8     |
| Nationale Sammlungspartei | 12,0 %            | 3     |
| Christdemokraten          | 4,3 %             | 1     |
| Basisfinnen               | 4,2 %             | 1     |

### Wappen

Altes Wappen von Tohmajärvi

Seit der Gemeindefusion von 2005 führt die Gemeinde Tohmajärvi das Wappen der ehemaligen Gemeinde Värtsilä. Das 1958 von Olof Eriksson entworfene Wappen zeigt im silbernen Schild einen schwarzen Amboss, aus dem eine rote Flamme hervorsteigt, und verweist auf die Industriegeschichte Värtsiläs. Das alte Wappen von Tohmajärvi wurde 1953 ebenfalls von Olof Eriksson entworfen und zeigte im schwarz-rot gespaltenen Schild pfahlweise einen silbernen Birkenzweig. Die Farben Rot und Schwarz, die im alten und neuen Wappen von Tohmajärvi vorkommen, gelten als heraldische Farben Kareliens.

### Gemeindepartnerschaften
Tohmajärvi unterhält Gemeindepartnerschaften mit der schwedischen Gemeinde Ydre (seit 1960) und der russischen Stadt Sortawala (seit 1988).

## Wirtschaft und Infrastruktur

### Verkehr

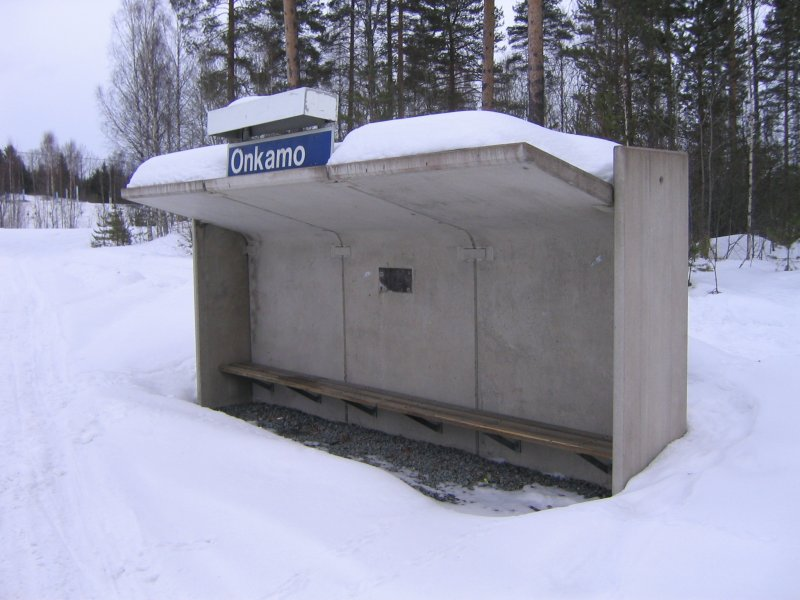
Der Haltepunkt von Onkamo

Die Staatsstraße 6, die aus dem südfinnischen Pernå nordwärts nach Kajaani führt, durchquert den Westteil Tohmajärvis. Im Dorf Onkamo zweigt von dieser die Hauptstraße 70 ab, die über den Hauptort Kemie, Uusi-Värtsilä und Kauritsala nach Niirala zur russischen Grenze führt. Die übrigen Dörfer sind durch kleinere Landstraßen miteinander verbunden. Der Grenzübergang zwischen Niirala und dem russischen Wjartsilja ist der einzige internationale Grenzübergang zwischen Nordkarelien und Russland. Im Jahr 2007 wurden 898.000 Grenzüberschreitungen verzeichnet. Damit ist Niirala nach Vaalimaa, Nuijamaa und Imatra der viertmeistfrequentierte Grenzübergang an der finnischen Ostgrenze.
Tohmajärvi liegt an der Route zweier Touristenstraßen: Der Blaue Weg beginnt in Nesna an der norwegischen Atlantikküste und führt über Schweden und Finnland ins russische Petrosawodsk. Die in Vaalimaa im Süden beginnende und in Nellim im Norden endende Via Karelia (Runon ja Rajan tie) folgt der gesamten finnischen Ostgrenze zu Russland und quert Tohmajärvi in Nord-Süd-Richtung.
Parallel zur Staatsstraße 6 verläuft die Karelienbahn, die Eisenbahnstrecke von Kouvola nach Joensuu. In Onkamo befindet sich ein Haltepunkt, an dem aber seit 2005 keine Züge mehr halten. Die alte Karelienbahn, die Bahnstrecke Joensuu–Wyborg, zweigt in Onkamo ab und führt zur russischen Grenze. Auf dieser Strecke verkehrt heute nur noch Güterverkehr, die Bahnhöfe von Tohmajärvi und Kaurila sowie die Haltepunkte von Onkamo und Tikkala sind ungenutzt.
Der nächste Flughafen ist der Flughafen Joensuu in rund 65 Kilometern Entfernung.

## Kultur und Sehenswürdigkeiten

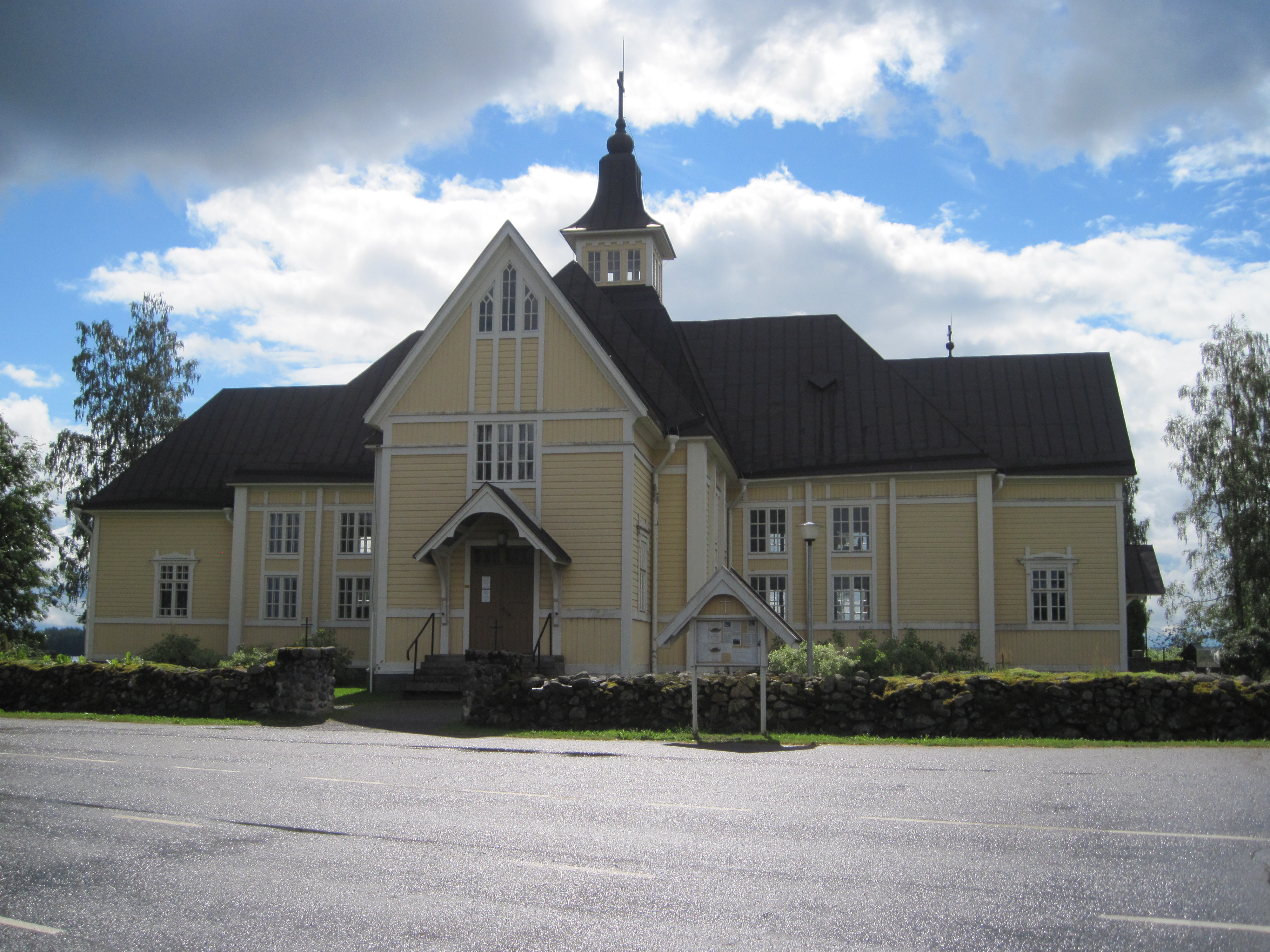
Die Kirche von Tohmajärvi

Das bedeutendste Baudenkmal in Tohmajärvi ist die Kirche der Gemeinde. Sie steht abseits der Besiedlung einige Kilometer südlich des Hauptortes Kemie auf der Halbinsel Kirkkoniemi am Tohmajärvi-See. Der 1751–56 unter der Leitung von Eskil Collenius errichtete Bau ist die älteste Holzkirche Nordkareliens. Sie ersetzte einen Mitte des 17. Jahrhunderts erbauten Vorgängerbau, der unmittelbar neben der neuen Kirche stand und nach deren Fertigstellung abgerissen wurde. Der separate Glockenstapel stammt aus dem Jahr 1760. Nahe der Kirche befindet sich das 1841 erbaute Pfarrhaus.
Mit der Kirche von Värtsilä verfügt die Gemeinde über ein zweites Gotteshaus. Der moderne Bau wurde 1950 nach Plänen von Veikko Larkas in Uusikylä (Värtsilä) als Ersatz für die 1867 erbaute und 1941 zerstörte alte Holzkirche im nunmehr russischen Zentrum von Värtsilä erbaut.

## Persönlichkeiten
- Ambrosius (* 1945), Metropolit von Helsinki[9][10]
- Anna Easteden (* 1976), Schauspielerin
- Katri Helena (* 1945), Schlagersängerin
- August Alexander Järnefelt (1833–1896), General, Topograph und Gouverneur
- Karl Lennart Oesch (1892–1978), Generalstabschef und Heerführer schweizerischer Abstammung
- Pertti Tikka (* 1955), Ski-Orientierungsläufer
- Siiri Rantanen (1924–2023), Skilangläuferin
- Seppo Räty (* 1962), Speerwerfer
- Eino Sormunen, Bischof von Kuopio
- Algot Untola, Schriftsteller